# 比較優位
比較優位（ひかくゆうい、英: comparative advantage）とは、経済学者であったデヴィッド・リカードが提唱した概念で、比較生産費説やリカード理論と呼ばれる学説・理論の柱となる、貿易理論における最も基本的な概念である。アダム・スミスが提唱した絶対優位（absolute advantage）の概念を柱とする学説・理論を修正する形で提唱された。
これは、自由貿易において各経済主体が（複数あり得る自身の優位分野の中から）自身の最も優位な分野（より機会費用の少ない、自身の利益・収益性を最大化できる財の生産）に特化・集中することで、それぞれの労働生産性が増大され、互いにより高品質の財やサービスと高い利益・収益を享受・獲得できるようになることを説明する概念である。
アダム・スミスの絶対優位は、各分野における経済主体間の単純な優劣を表現するに留まるため、自由貿易と分業の利点や実態が限定的にしか表現できていないのに対し、リカードの比較優位は、各経済主体内において複数あり得る優位分野間の時間的な収益性・効率性の比較とその選択・集中にまで踏み込むため、より精度の高い自由貿易・分業の説明・擁護に成功している。
- 比較優位における労働生産性とは一人当たりの実質付加価値高を意味する。
- 比較優位の解説に際しては、国家による統制を核としている重商主義に対する批判から始まった歴史的な経緯もあって、国家間の貿易がよく引き合いにされるが、地方公共団体及び企業や個人などのあらゆる経済主体においても同様である。

## 概念
18世紀、アダム・スミスはトーマス・マンが提唱した重商主義を批判した。重商主義に基づき貨幣などの金融資産の蓄積を目的として、保護貿易や貿易相手からの搾取を行っても、植民地維持の費用増大を招き、自国内で権力者のみが富むだけで、その経済主体全体の生活水準の向上には結びつかないからである。
そして、アダム・スミスは1776年に自由貿易の重要性と社会的分業による労働生産性の向上を説いた。これは絶対優位にもとづいていたが、これでは交換の利益を説明しきれていなかった。なぜならば、絶対優位においては労働量と資本力を重視し他の経済主体よりも得意な分野に特化するので、絶対優位にある経済主体と絶対劣位にあるそれとでは、前者が一方的に利益を得て後者が一方的に損害をこうむる。しかし、これは貿易による現実とは相容れない。
デヴィッド・リカードは1817年に彼の理論を拡張して比較優位の概念を発表した。ここでいう比較とは、労働生産性の各経済主体間の比較ではなく、ある経済主体内での各産業間での比較を意味する。その各産業間での生産性格差を他の経済主体のそれと比較すること、つまり、経済主体内での相対的有利さを経済主体ごとに比較したときにどちらが優位であるかという二重の相対比較が比較優位である。絶対優位であっても、両方に比較優位はあり得ない。
さらに、労働力なども含めた資源は有限であり、あらゆる産業において絶対劣位にある経済主体でも比較優位な産業は存在する。仮に資源が無限にあれば、絶対優位のある経済主体のみで生産を行うことが最適となるが、現実には資源は有限であるためにある財の生産を行う場合には他の財の生産を諦めるという機会費用が発生する。直接的な費用だけではなく、この機会費用まで含めて考えれば、絶対優位にあるからといってその財を生産することが最適とは限らなくなる。
| 視点                         | 絶対優位                   | 比較優位                             |
| ---------------------------- | -------------------------- | ------------------------------------ |
| 提唱者                       | アダム・スミス             | デヴィッド・リカード                 |
| 生産要素                     | 労働量・資本力             | 労働生産性                           |
| 生産要素を誰と比較するか     | 他者                       | 他者                                 |
| 他の経済主体と何を比較するか | 労働生産性（最大化）       | [生産性⇔機会費用]                    |
| 何に特化するか               | 他の経済主体より得意な分野 | 機会費用の低いもの（生産性の高い方） |

## 単純化された例
ポール・サミュエルソンは、比較優位を「弁護士と秘書」の例で以下のように説明している。
有能な弁護士Aは、弁護士の仕事だけでなく、タイプを打つ仕事も得意だったとする。秘書は、弁護士・タイプの仕事において、弁護士Aより不得意である。更に、秘書はタイプはそこそこできるが弁護士の仕事はほとんどできない。しかし相対的な比較として各自の弁護士の仕事の能力を基準にすれば、秘書のタイピング能力は弁護士Aより優位であると見ることができる。このような場合、弁護士Aは弁護士の仕事に特化し、秘書にタイプの仕事を任せる。それが、弁護士・タイプの仕事が最も効率よくできるからである。
弁護士がタイプを打つと、弁護士報酬という機会費用を捨てることになる。弁護士がタイプを打つのは、恐ろしい機会費用がかかっていることになる。秘書がタイプを打っても、機会費用は低い。無駄な事をしない＝何がトクかを常に考える(時間でも費用でも)ことが、｢比較優位」を実践していることになる。

## 具体例
比較優位の提唱者であるデヴィッド・リカードのメシュエン条約の引用例に従って、グレートブリテン王国（以降「イギリス」）とポルトガル王国（以降「ポルトガル」）の2国及び毛織物とワインの2財をモデルにする。
今、イギリスの全労働者が1単位時間分だけ働いた場合の生産量を、毛織物なら{\displaystyle S_{B}}単位とし、ワインなら{\displaystyle W_{B}}単位とする。一方で、ポルトガルの全労働者が同じだけ働いた場合の生産量を、毛織物なら{\displaystyle S_{P}}単位とし、ワインなら{\displaystyle W_{P}}単位とする。
この時、
{\displaystyle W_{B}<W_{P}}
であるならば、ポルトガルはワインに関してイギリスに絶対優位であると言う。
又、
{\displaystyle {\frac {W_{B}}{S_{B}}}<{\frac {W_{P}}{S_{P}}}}
であるならば、ポルトガルはワインに関して（毛織物と比べた場合に）イギリスに比較優位であると言う。
ここで、具体例として、次の表の場合を考える。
|            | 毛織物             | ワイン             |
| ---------- | ------------------ | ------------------ |
| イギリス   | {\displaystyle 36} | {\displaystyle 30} |
| ポルトガル | {\displaystyle 40} | {\displaystyle 45} |

ポルトガルは、ワインと毛織物の双方に関して、イギリスに対し絶対優位である。しかし、毛織物に関してはイギリスの方が比較優位であり、ワインに関してはポルトガルの方が比較優位である。なお、逆の言い方をすれば、毛織物に関してはポルトガルの方が比較劣位で、ワインに関してはイギリスの方が比較劣位である、と言える。
イギリスの絶対優位性と比較優位性とは無関係であるということが、この具体例からも示される。

### 効果
各国の労働力人口と労働投入係数が、次の表で与えられる通り、簡略化の為に、失業者が居ない場合を想定している場合を考える。
|            | 労働力              | 労働投入係数        | 労働投入係数        |
| 合計       | 毛織物              | ワイン              |                     |
| ---------- | ------------------- | ------------------- | ------------------- |
| イギリス   | {\displaystyle 220} | {\displaystyle 100} | {\displaystyle 120} |
| ポルトガル | {\displaystyle 170} | {\displaystyle 90}  | {\displaystyle 80}  |

両国の生産可能性辺境線は、貿易を行う事で、自給自足状態における状態より大きくなる。要するに、自給自足状態である場合に比べて、両国とも生産可能性領域が増える。
これは、各国の国際分業によって全体的な労働生産性が増大することを示し、さらに、自由貿易を前提とした場合には両国が共に消費を増大させられることを示している。すなわち、比較優位にある財を輸出すると共に比較劣位にある財を輸入すれば、絶対優位に関係なく貿易で利益を享受できるということを意味する。
もし、どちらの国も生産可能性辺境線上に在る(労働力が逼迫している)場合、一方の財を増産する為にはもう一方の財を減産しなければならない。
例えば、毛織物{\displaystyle 1}単位を増産する為には、イギリスではワインを{\displaystyle 1.2}単位減産せねばならないが、ポルトガルではワインを{\displaystyle 0.{\dot {8}}}単位減産するだけで済む。逆に考えれば、毛織物を{\displaystyle 1}単位減産する場合に、ポルトガルではワインを{\displaystyle 0.{\dot {8}}}単位しか増産させられないのに対して、イギリスではワインを{\displaystyle 1.2}単位増産させられる。
これは、比較優位に立つ側は相手側よりも少ない機会費用で生産できる、ということを示している。

### 仮定
現代において、世界各国は、グローバルな貿易ネットワークに大なり小なりつながっており、貿易を行っている。輸出財は国内需要よりも多く生産しているということであるので、特化が進んでいることになる。
国内には複数の産業があり、それぞれが他国へ輸出を試みたとすると、より高値で販売できる順に序列ができる。
- 固定相場制をとる国家または共通通貨制下の国々では、輸出で利益を得た産業は生産を拡大し、より多くの利益を得ようとする。この際に、最も高い利益を得た産業が、より多く資源（設備や労働力）の購買力を得て、資源を需要するので、各資源の価格は次第に上昇する。
- 変動相場制をとる国家では、輸出で得た外貨は、自国通貨へ両替されることになる。このとき、より高い利益を得た産業がより多くの自国通貨を得る。比較優位な産業はより高い利益を得て、生産を拡大し、より多くの利益を得ようとする。この際に、輸出拡張で自国通貨高が進む。

これによって、比較劣位な産業は、収益が悪化し解散するなどして、資源を解放することになる。この結果、比較優位な産業へ資源が集中して、特化が進み、一人当たりの実質GDP成長をうながす。

## 比較優位の一般化
比較優位の概念は、労働力のみが生産要素の場合には、2国多数財（あるいは2財多数国）の場合にまで容易に拡張させられる。
{\displaystyle X}国と{\displaystyle Y}国の間で貿易を行う状況下において、{\displaystyle i}財と{\displaystyle j}財とが有り、それぞれの労働投入係数をそれぞれ{\displaystyle a_{Xi}}及び{\displaystyle a_{Xj}}と{\displaystyle a_{Yi}}及び{\displaystyle a_{Yj}}とすれば、
{\displaystyle {\frac {a_{Xi}}{a_{Xj}}}<{\frac {a_{Yi}}{a_{Yj}}}}
が成り立つとき、{\displaystyle X}国は{\displaystyle Y}国に対して、{\displaystyle i}財に比較優位性を持ち、{\displaystyle j}財に比較劣位性を持つ、と言う。
{\displaystyle X}国から{\displaystyle Y}国へ{\displaystyle i}財が輸出されて{\displaystyle j}財が輸入されるとは限らない。別の{\displaystyle k}財が{\displaystyle X}国から{\displaystyle Y}国へ輸出され、I財とJ財は共に{\displaystyle Y}国から{\displaystyle X}国へ輸出され得る。このように、2国多数財のケースでは、比較優位は、それのみでは貿易の方向を決定しない。
貿易論では、3国3財以上の場合は、2国2財あるいは2国多数財の場合とは、様相が大きく異なる。そこで、3国以上の場合を多数国、3財以上の場合を多数財という。以下はR.ジョーンズが1961年の論文に載せた数値例である。
|           | A: 米国 | B: 英国 | C: 欧州 |
| --------- | ------- | ------- | ------- |
| 1: 小麦   | 10      | 10      | 10      |
| 2: リネン | 5       | 7       | 3       |
| 3: 服地   | 4       | 3       | 2       |

このとき、比較優位の単純な比較はできない。2国2財のどのような組合せを取ろうと、特化パタンは正しく定めることはできない。ジョーンズは、このような場合にも、置換積を最小化する特化パタンを求めればよいことを示した。置換積とは、労働投入係数に対し

　　　　a1σ(1) a2σ(2) ・・・aNσ(N) 

という形の積をいう。ここで、σは、{1, 2, ... , N}の置換である。3国3財の場合、置換の数は全部で6個ある。上記ジョーンズの数値例では、A→1、B→3、C→2という特化パタンが唯一実現可能な完全特化パタンである。 
労働のみが投入される経済では、ジョーンズの条件により特化パタンが定まるが、投入財が貿易される場合、比較優位の概念は定義ができない。ディアドルフは、いくつもの定義を与えているが、どれも完全なものではない。
これは、きわめて不充分な理論状況である。イギリスの産業革命は綿花の輸入によって可能になったし、日本は、幕末開国以来、加工貿易が基本であった。マッケンジーは1956年の論文で、「特化に関する古典的扱いの基本的な誤謬は、... 中間財貿易を無視したことである」（同所、p.56）と指摘しているが、塩沢由典の研究に至るまで、大きな進展はなかった。R.ジョーンズが1961年は論文でこの問題に取り組んでいるが、投入係数がどの国でも同一の場合しか定式化できなかった。
塩沢の貿易理論（国際価値論）は、多数国多数財で技術選択と中間財貿易が存在する場合にたいし、古典派価値論と同様の理論が成立することを示した。『リカード貿易問題の最終解決』は、2007年論文を概念的に整理し、正則領域における国際価値（各国の賃金率と世界共通の財の価格）が一義的に定まることを基本定理として示している。第4章では、リカードからポール・クルーグマンの新貿易論、マーク・メリッツの新々貿易論に至るまでの貿易論の歴史を詳しく解説している。

## 産業内貿易
比較優位に従って、分業が既述した様に進むと最終的にはいずれかの経済（国あるいは地域）が自身の比較劣位な財を全く生産しなくなるであろうことが導き出される。しかし、現実には、同種の財を互いに輸出・輸入し合う場合も見られる。これを産業内分業という。産業内分業は、ヨーロッパ諸国のような類似した国々の間で増大する傾向がみられる。
産業内貿易に関する実証的研究は、ベラ・バラッサにより始まり、グリューベルとロイドによる1975年の本の出版により多くの経済学者に注目された。ポール・クルーグマンは、なぜ産業内貿易が起こるかについて、需要者の多様性選好と生産者の規模の経済（収穫逓増）とにより説明する理論を提起した。
産業内貿易は、リカード型の比較優位（技術の違い）に基づく貿易とも、ヘクシャー・オリーン型（HOSモデル）の比較優位（要素賦存比率の違い）にもとづく貿易とも異なる論理によるものである。クルーグマンは、この理論を含む研究により2008年ノーベル経済学賞を受賞した。

## 議論

### 比較優位論の前提条件
比較優位論は、当初は極めて限定的な前提（仮定ないし条件）のもとに立っていた。理論の進展とともに、限定的な前提がより一般的なものに置き換えられるが、その過程で当初の概念自体に修正が迫られることもある。
2国2財以外の場合
リカードの貿易論は、2国2財を例題としていた。2国多数財、あるいは2財多数国の場合には、比較優位の概念は容易に一般化され。3国3財以上の多数国多数財の場合にも比較優位概念を拡張することはできる。しかし本項比較優位の一般化に見るように、中間財貿易を含む場合の一般化は困難であり、新しいアプローチを必要とする。

一国内では生産要素の移動は完全に自由であるが、国際間のでは生産要素は移動せず、生産物のみが貿易される
リカードが仮定した前提である。多くの国際貿易論は、生産要素（労働力・資本・土地）が国・地域を越えて貿易されないと仮定してきた。移民や直接投資などにより生産要素も移動するため、1980年代以降、要素移動の貿易理論も展開された。また、中間財（投入財）は貿易されないというのが従来の前提であったが、最近では中間財貿易は、実証的にも理論的にも注目される対象となっている。

経済主体内外の輸送コスト
運輸業を財やサービスの一つとして組み入れて考慮しても比較優位は成立する。輸送コストをモデル化するには、しばしば氷山モデル（iceberg model）が用いられている。このモデルは、クルーグマンを含め多くの論文に踏襲されている。

貿易の利益と国家の追求目標
比較優位論は、貿易開始ないし自由化により、貿易の利益および不利益が各経済主体にどのように作用するかを明らかにする。中間財の貿易を含むM国N財の一般的モデルにおいては、雇用されている労働者にとって実質賃金の上昇という貿易の利益を生むが、世界最終需要が増大しないかぎり、短期的には貿易自由化が失業と廃業とを生むという指摘がある。従って、貿易の利益は国家（国民）がどのような事態を望ましいと考えるかに依存するとされる。